# Araneus viridisomus
Araneus viridisomus är en spindelart som först beskrevs av Gravely 1921.  Araneus viridisomus ingår i släktet Araneus och familjen hjulspindlar. Inga underarter finns listade i Catalogue of Life.